# Pseudophryne corroboree
Pseudophryne corroboree là một loài ếch trong họ Myobatrachidae, bản xứ miền đông nam nước Úc.
Loài này được nhà nghiên cứu Fulbright John A. Moore mô tả năm 1953, dựa trên một mẫu vật thu thập ở Towong Hill Station (Trạm đồi Towong) ở Corryong, Victoria, rồi gửi tới bảo tàng Úc. Quản trị viên Roy Kinghorn nhận định đây là loài mới rồi cho phép Moore đứng ra mô tả.

## Mô tả
Cá thể P. corroboree cái trưởng thành dài 26–31 mm (1,0–1,2 in), còn con đực dài 22–29 mm (0,87–1,14 in); chúng đều có sọc vàng-đen chạy dọc đầu, lưng, bốn chân. Cả đầu và mình đều ngắn, rộng bè, mõm hơi chóp nhọn, ngón chân không có màng. Mống mắt màu đen. Loài họ hàng P. pengilleyi có sọc hẹp hơn, màu ngả về vàng lục.

## Môi trường sống và bảo tồn
P. corroboree cư ngụ ở vườn quốc gia Kosciuszko, mạn bắc dãy núi Snowy, phân bố rải rác ở vùng giữa Maragle Range và Smiggin Holes. Dù từng được nhìn nhận là có số lượng đông đảo vào thập niên 1970, số lượng cá thể sụt giảm nghiêm trọng trong thập niên 1980 bởi chytridiomycosis (một bệnh nấm ở lưỡng cư). P. corroboree hiện là một loài cực kỳ nguy cấp, với quần thể hoang dã vào khoảng 30 cá thể. Môi trường sống tự nhiên là đầm lầy chua Sphagnum cao trên 1.200 m (3.900 ft).
Dự án nhân giống trong điều kiện nuôi nhốt nhằm bảo tồn loài ếch này đã/đang được thực hiện tại bốn cơ sở: Trung tâm nghiên cứu Lưỡng cư (1997), vườn thú Melbourne (2001), vườn thú Taronga (2006), khu bảo tồn Healesville (2007). Đến năm 2018, đã có hơn 400 cá thể P. corroboree trong các vườn thú.
Có năm khu vực nhân giống tại vườn quốc gia Kosciuszko. 2/3 số ếch này chết trong đợt cháy rừng 2019–20. Năm 2022, 100 cá thể từ các dự án nhân giống trong điều kiện nuôi nhốt được phóng thích ra tự nhiên.